# Gregor Wolný

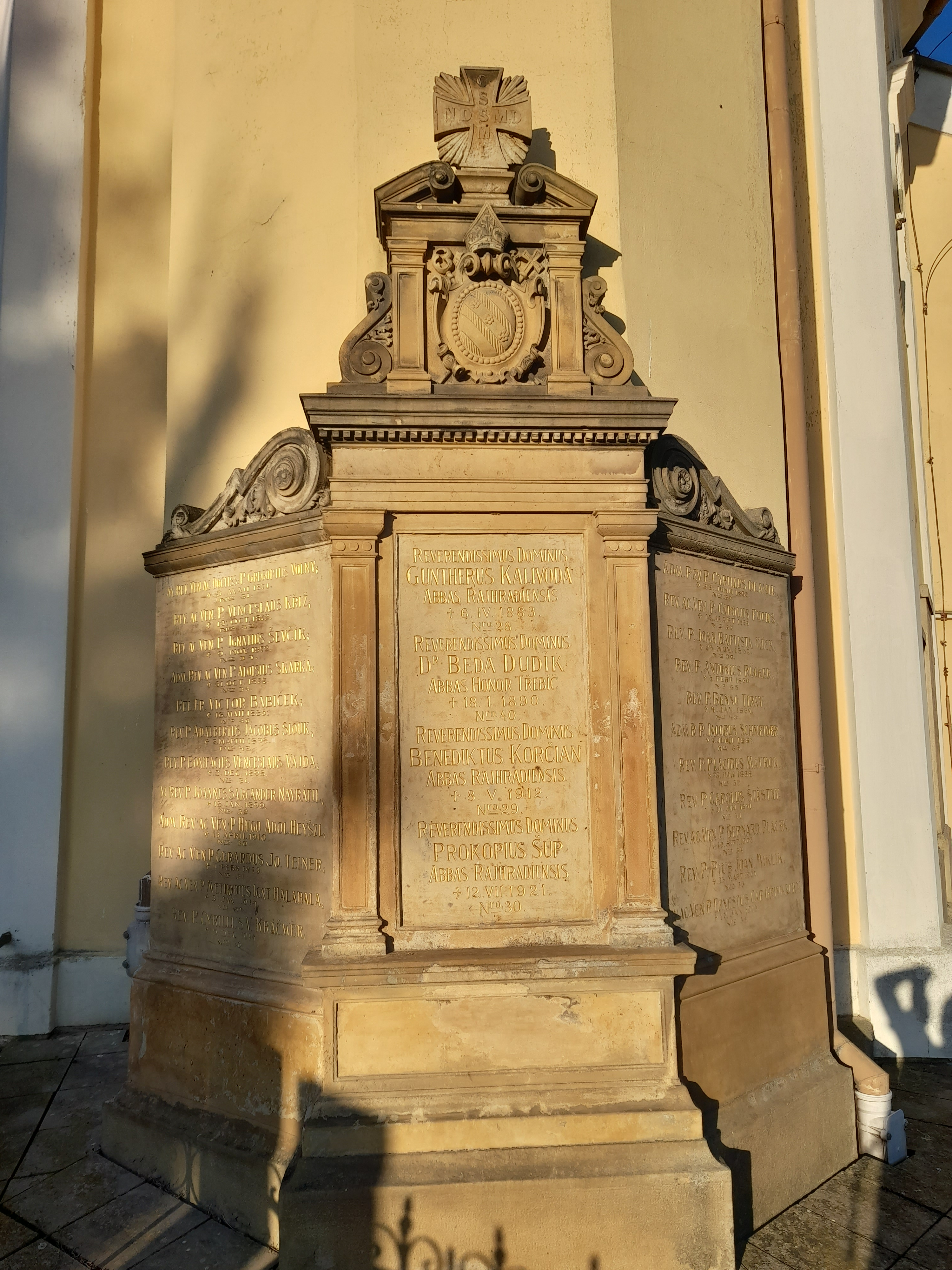
Pomník Gregora Wolného v Rajhradě

Gregor Thomas Joseph Wolný OSB (česky Řehoř Tomáš Josef Volný, 20. prosince 1793 Příbor – 3. května 1871 Rajhrad ) byl benediktin, historik, topograf, spisovatel a středoškolský učitel.

## Život
Narodil se 20. prosince 1793 v Příboře v domě č. 107 coby syn soukeníka Josefa Wolného a Kateřiny, dcery obuvníka Martina Krause. Téhož dne byl pokřtěn jako Tomáš Josef.
Po čtyřech letech strávených na piaristickém gymnáziu v Příboře přestoupil v roce 1810 do Brna, kde svá humanitní středoškolská studia následujícího roku dokončil. Poté se na přání své matky přihlásil do kněžského semináře v Olomouci, odkud ale poměrně záhy (tj. v říjnu 1812) přestoupil do Brna.
Dne 9. března 1816 se stal novicem rajhradského benediktinského opatství  a přijal řeholní jméno Gregor (Řehoř). Slavné řeholní sliby složil 18. ledna 1818 do rukou opata Augustina Antonína Kocha OSB.
Po vysvěcení na kněze, které přijal z rukou brněnského biskupa Msgre Václava Urbana Stufflera dne 29. března 1818 u sv. Michala v Brně, se ujal duchovní správy v Dolních Kounicích, ale už v roce 1819 byl ustanoven profesorem filologie a historie na lyceu v Brně. Mezi jeho studenty patřili např. historik a politik Christian d'Elvert, historik a sekretář nejvyššího soudu Jan Jakub Czikann, či moravský zemský historiograf P. Beda Fr. Dudík OSB.
V letech 1826, 1827 a 1829 vydal „Taschenbuch für Geschichte Mährens und Schlesiens“, roku 1829 „Geschichte des Benediktiner – Stiftes Raigern in Mähren“ a v roce 1830 vyšla jako pomůcka k výuce „Lehrbuch der allgemeinen Welgeschichte“. Ovšem již ve stejné době pracoval na svém celoživotním díle „Die Markgrafschaft Mähren, topographisch, statistisch und historisch geschildert“, které vycházelo tiskem v letech 1835 až 1842.
Často si dopisoval s místními úřady po celé Moravě, aby zjistil údaje z kronik, a také se zajímal o stav místních památek. Velkou část Moravy poznal prostřednictvím pěších výletů osobně. Byl též mecenášem církevního umění (např. v roce 1843 nechal svým nákladem podle tehdejšího barokního hlavního oltáře brněnského dómu zhotovit hlavní oltář hostýnského poutního kostela, který sloužil svému účelu až do roku 1933).
Od roku 1847 se v rajhradském opatství stal podpřevorem a na krátký čas rovněž novicmistrem.

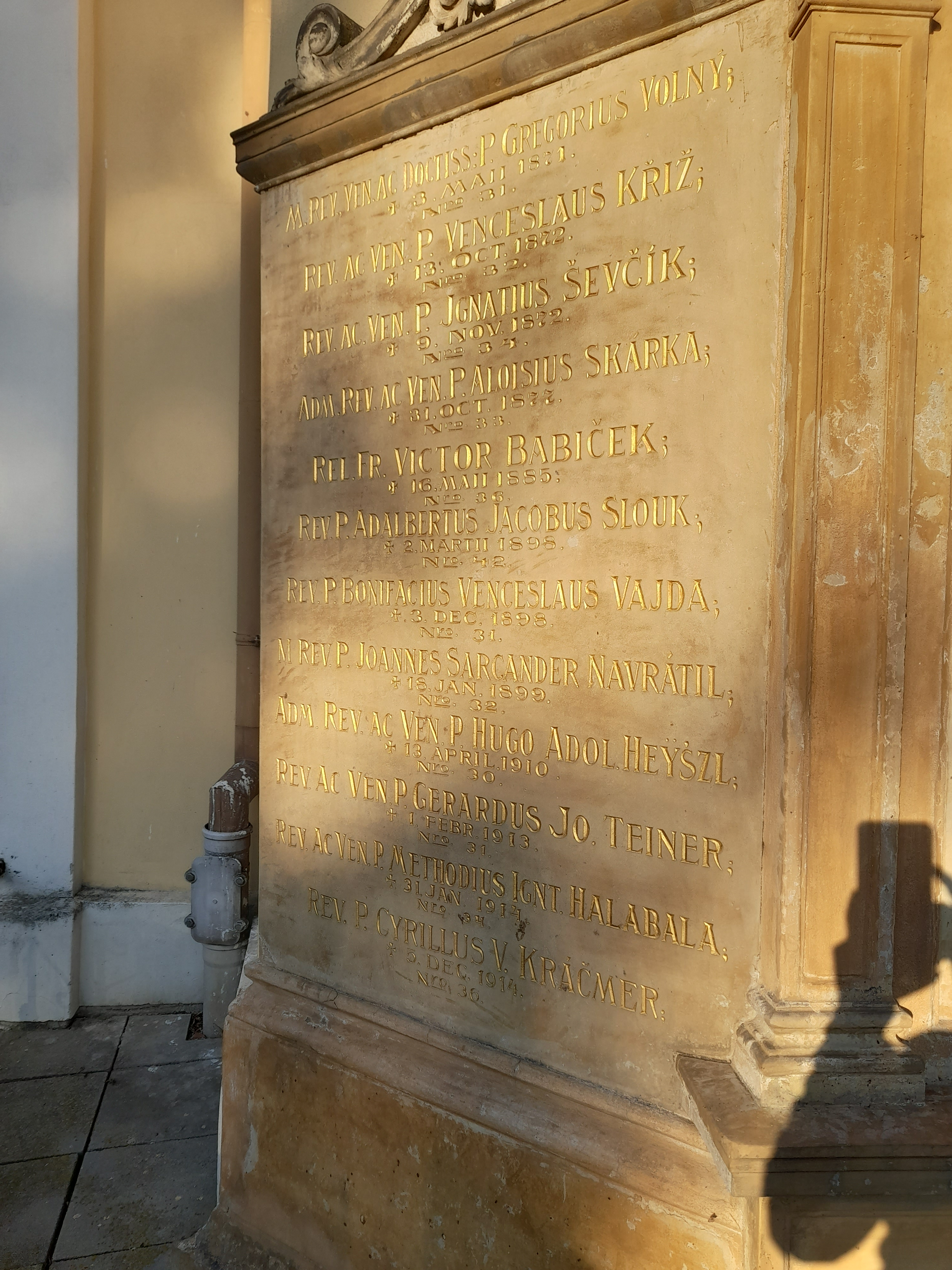
Detail pomníku v Rajhradě

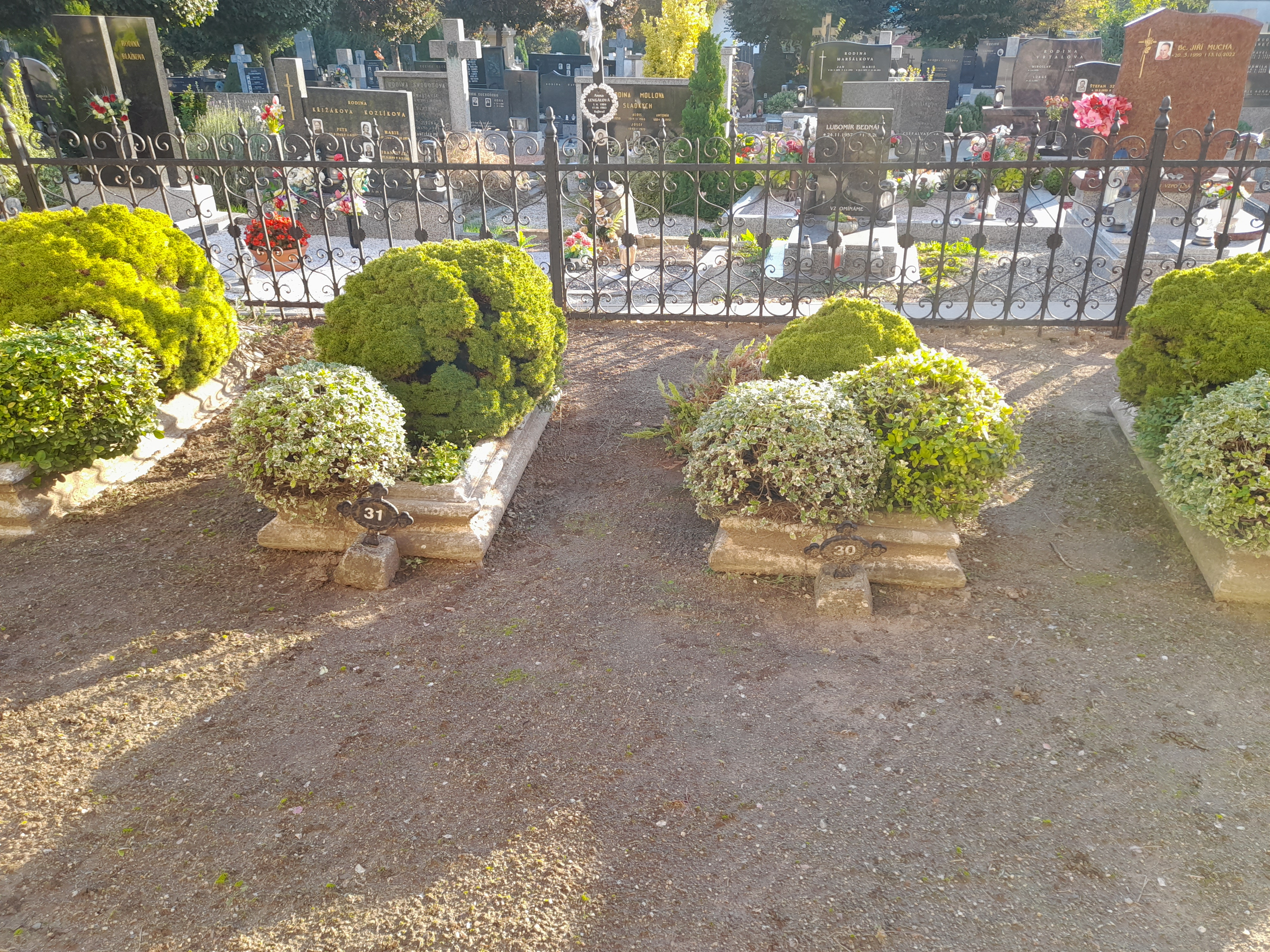
Hrob Gregora Wolného označen číslem 31, Rajhrad

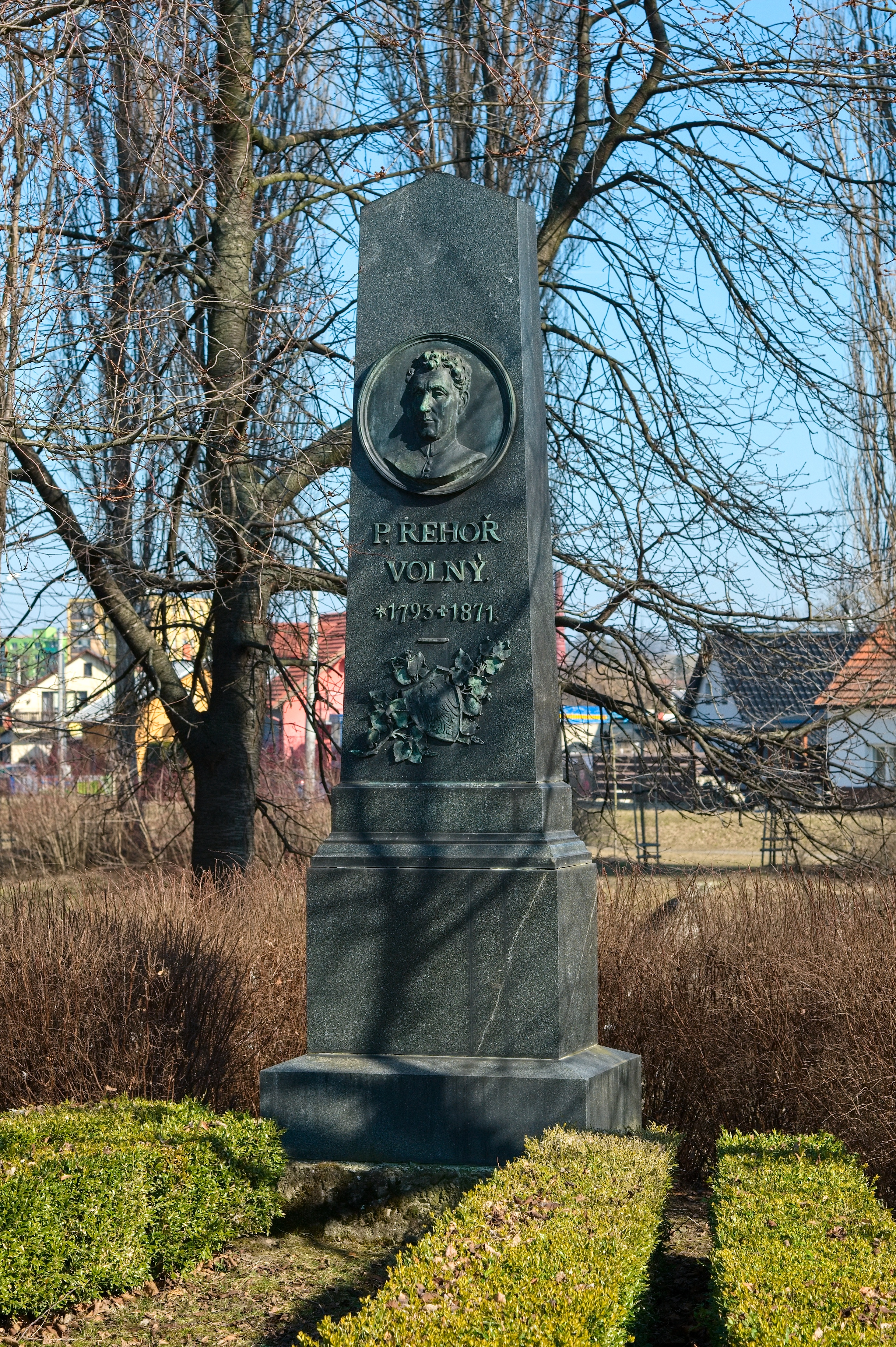
Pomník Řehoře Volného v Příboře

Třináct let po vydání posledního svazku „Die Markgrafschaft Mähren,... “ začalo vycházet druhé jeho velké topografické dílo, jež je i jeho dílem posledním: „Kirchliche Topografie von Mähren, meist nach Urkunden und Handschriften“, tj. Církevní topografie Moravy. Pět svazků 1. oddílu (Olomoucká arcidiecéze) vyšlo v letech 1855 - 1863, souběžně čtyři svazky 2. oddílu (Brněnská diecéze) 1856 - 1861. Roku 1866 vydal autor ještě souhrnný rejstřík (General-Index) pro všech devět svazků (za rejstříkem se v této knize nachází též něco málo dodatků k jednotlivým svazkům 2. oddílu).
Zemřel 3. května 1871 v Rajhradě. Pohřben byl v řádovém hrobě č. 31 na rajhradském hřbitově.
Za své vědecké práce byl v odborném světě oceněn např. čestným doktorátem na Karlo-Ferdinandově univerzitě a byl členem v mnoha vědeckých spolcích (např. v Historickém spolku Štýrska, Korutan a Kraňska či v Nordické společnosti starožitností v Kodani).

## Dílo
- Taschenbuch für die Geschichte Mährens und Schlesiens, 1–3, Brünn, J.G. Trassler 1826–29
- Geschichte des Benediktiner Stiftes Raygern in Mähren : ein zum Theil verbesserter Abdruck des gleichbenannten Aufsatzes im III. Jahrgange des Taschenbuches für die Geschichte Mährens und Schlesiens in Verbindung mit mehreren Geschichts-Freunden, Prag 1829
- Die königliche Hauptstadt Brünn und die Herrschaft Eisgrub, sammt der Umgebung der Letztern, Brünn, 1836
- Die Markgrafschaft Mähren topographisch, statistisch und historisch geschildert, 7 sv., Brünn, K. Winiker 1835–1842. Druhé vydání: 1846.
- Die Wiedertäufer in Mähren, Wien [1850].
- Excommunication des Markgrafen von Mähren Prokop und seines Anhanges im Jahre 1399, und was damit zusammenhängt : ein Beitrag zur Kirchengeschichte von Mähren, Prag 1852.
- Kirchliche Topographie von Mähren meist nach Urkunden und Handschriften, Brünn, Selbstverlag des Verfassers 1855–1866.
  - Abtheilung 1: Olmüzer Ärzdiöcese: Band 1 (1855) online, Band 2 (1857) online, Band 3 (1859) online, Band 4 (1862) online, Band 5 (1863) online;
  - Abtheilung 2, Brünner diöcese: Band 1 (1856) online, Band 2 (1858) online, Band 3 (1860) online, Band 4 (1861) online; General index (1866) online.
- Die Korrespondenz, Brünn 1895.